# Boston Manor (London Underground)

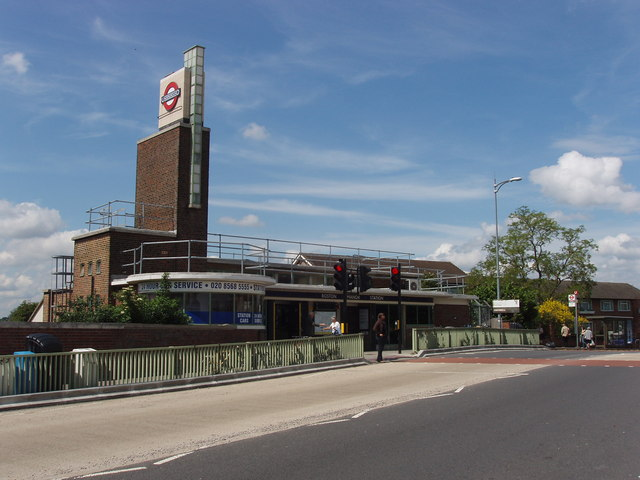
Stationsgebäude

Boston Manor ist eine oberirdische Station der London Underground im Stadtbezirk London Borough of Hounslow. Sie ist nach dem gleichnamigen Gutshaus in der Umgebung benannt und liegt in der Travelcard-Tarifzone 4 an der Boston Manor Road. Im Jahr 2013 nutzten 2,08 Millionen Fahrgäste diese von der Piccadilly Line bediente Station.
Die Eröffnung der Station erfolgte am 1. Mai 1883, als die Metropolitan District Railway (Vorgängergesellschaft der heutigen District Line) die Strecke zwischen Acton Town und Hounslow Town in Betrieb nahm. Am 13. Juni 1905 verkehrten nach Abschluss der Elektrifizierung die ersten elektrischen Züge auf der Strecke. Zu Beginn hieß die Station Boston Road; sie erhielt am 11. Dezember 1911 ihren heutigen Namen. Am 13. März 1933 hielten in Boston Manor erstmals Züge der Piccadilly Line. Seit dem 9. Oktober 1964 verkehrt nur noch die Piccadilly Line auf dem Abschnitt westlich von Acton Town, da die District Line verkürzt wurde.
Zwischen 1932 und 1934 wurde das alte Stationsgebäude durch einen von Charles Holden entworfenen Neubau im Stil des Art déco ersetzt. Es besteht aus roten Ziegelsteinen, Stahlbeton und Glas. Über der Eingangshalle erhebt sich ein quadratischer Turm. Seit 2002 steht das Gebäude unter Denkmalschutz (Grade II).